# Mid Ulster (circonscription de l'Assemblée d'Irlande du Nord)
Pour les articles homonymes, voir Mid Ulster.
Mid Ulster (irlandais : Lár Uladh, Ulster Scots: Mid Ulstèr) est une circonscription de l'Assemblée d'Irlande du Nord.
Le siège a d'abord été utilisé pour une élection en Irlande du Nord uniquement pour l'Assemblée d'Irlande du Nord en 1973. Il partage généralement des limites avec la circonscription du Parlement britannique de Mid Ulster, mais les limites des deux circonscriptions étaient légèrement différentes de 1983 à 1986 car les limites de l'Assemblée n'avaient pas rattrapé les changements de limites parlementaires et de 1996 à 1997 lorsque les membres du Forum d'Irlande du Nord avait été élu dans les circonscriptions parlementaires nouvellement tracées, mais le 51e Parlement du Royaume-Uni, élu en 1992 selon les limites des circonscriptions de 1983 à 1995, était toujours en session.
Des membres ont ensuite été élus dans la circonscription à la Convention constitutionnelle de 1975, à l'Assemblée de 1982, au Forum de 1996 puis à l'Assemblée actuelle à partir de 1998.
Mid Ulster est la seule circonscription d'Irlande du Nord à avoir élu le même nombre de membres de l'Assemblée des mêmes partis à chaque élection avant celle de 2017 – 3 Sinn Féin, 1 SDLP, 1 UUP and 1 DUP.
Pour plus de détails sur l'histoire et les limites de la circonscription, voir Mid Ulster (circonscription du Parlement britannique).

## Membres
| Élection                | MLA (parti)                  | MLA (parti)                | MLA (parti)                | MLA (parti)                   | MLA (parti)          | MLA (parti)           | MLA (parti)               | MLA (parti)            | MLA (parti)          | MLA (parti)          | MLA (parti) | MLA (parti)            |
| ----------------------- | ---------------------------- | -------------------------- | -------------------------- | ----------------------------- | -------------------- | --------------------- | ------------------------- | ---------------------- | -------------------- | -------------------- | ----------- | ---------------------- |
| 1973                    |                              | Paddy Duffy (SDLP)         |                            | Ivan Cooper (SDLP)            |                      | Aidan Larkin (SDLP)   |                           | William Thompson (UUP) |                      | Duncan Pollock (UUP) |             | John Dunlop (Vanguard) |
| 1975                    |                              | Paddy Duffy (SDLP)         | Francis Thompson (UUP)     | Ivan Cooper (SDLP)            |                      | Richard Reid (DUP)    | Robert Overend (Vanguard) | William Thompson (UUP) |                      |                      |             |                        |
| 1982                    |                              | Danny Morrison (Sinn Féin) | Mary McSorley (SDLP)       |                               | Denis Haughey (SDLP) | Alan Kane (DUP)       |                           | William Thompson (UUP) | William McCrea (DUP) |                      |             |                        |
| 1996                    | Patrick Groogan (Sinn Féin)  |                            | Francie Molloy (Sinn Féin) | Patsy McGlone (SDLP)          | 5 sièges 1996–1998   | 5 sièges 1996–1998    |                           | John Junkin (UUP)      | William McCrea (DUP) |                      |             |                        |
| 1998                    | John Kelly (Sinn Féin)       |                            | Francie Molloy (Sinn Féin) | Martin McGuinness (Sinn Féin) |                      | Denis Haughey (SDLP)  | Billy Armstrong (UUP)     |                        | William McCrea (DUP) |                      |             |                        |
| 2003                    | Geraldine Dougan (Sinn Féin) | Patsy McGlone (SDLP)       | Francie Molloy (Sinn Féin) | Martin McGuinness (Sinn Féin) |                      |                       | Billy Armstrong (UUP)     |                        | William McCrea (DUP) |                      |             |                        |
| 2007                    | Michelle O'Neill (Sinn Féin) | Patsy McGlone (SDLP)       | Francie Molloy (Sinn Féin) | Martin McGuinness (Sinn Féin) | Ian McCrea (DUP)     |                       | Billy Armstrong (UUP)     |                        |                      |                      |             |                        |
| 2011                    | Michelle O'Neill (Sinn Féin) | Patsy McGlone (SDLP)       | Francie Molloy (Sinn Féin) | Martin McGuinness (Sinn Féin) | Ian McCrea (DUP)     | Sandra Overend (UUP)  |                           |                        |                      |                      |             |                        |
| Avril 2013 co-option    | Michelle O'Neill (Sinn Féin) | Patsy McGlone (SDLP)       | Ian Milne (Sinn Féin)      | Martin McGuinness (Sinn Féin) | Ian McCrea (DUP)     | Sandra Overend (UUP)  |                           |                        |                      |                      |             |                        |
| 2016                    | Michelle O'Neill (Sinn Féin) | Patsy McGlone (SDLP)       | Ian Milne (Sinn Féin)      | Linda Dillon (Sinn Féin)      | Keith Buchanan (DUP) | Sandra Overend (UUP)  |                           |                        |                      |                      |             |                        |
| 2017                    | Michelle O'Neill (Sinn Féin) | Patsy McGlone (SDLP)       | Ian Milne (Sinn Féin)      | Linda Dillon (Sinn Féin)      | Keith Buchanan (DUP) | 5 sièges 2017–present | 5 sièges 2017–present     |                        |                      |                      |             |                        |
| Décembre 2018 co-option | Michelle O'Neill (Sinn Féin) | Patsy McGlone (SDLP)       | Emma Sheerin (Sinn Féin)   | Linda Dillon (Sinn Féin)      | Keith Buchanan (DUP) | 5 sièges 2017–present | 5 sièges 2017–present     |                        |                      |                      |             |                        |
| 2022                    | Michelle O'Neill (Sinn Féin) | Patsy McGlone (SDLP)       | Emma Sheerin (Sinn Féin)   | Linda Dillon (Sinn Féin)      | Keith Buchanan (DUP) | 5 sièges 2017–present | 5 sièges 2017–present     |                        |                      |                      |             |                        |

Note: Les colonnes de ce tableau sont utilisées uniquement à des fins de présentation et aucune importance ne doit être attachée à l'ordre des colonnes. Pour plus de détails sur l'ordre dans lequel les sièges ont été remportés à chaque élection, voir les résultats détaillés de cette élection.

## Élections

### Assemblée d'Irlande du Nord

#### 2022
| Parti | Parti                            | Candidat           | %      | Comptage | Comptage | Comptage | Comptage | Comptage | Comptage | Comptage | Comptage | Comptage |
| Parti | Parti                            | Candidat           | %      | 1        | 2        | 3        | 4        | 5        | 6        | 7        | 8        | 9        |
| --- | -------------------------------- | ------------------ | ------ | -------- | -------- | -------- | -------- | -------- | -------- | -------- | -------- | -------- |
| | Sinn Féin                        | Michelle O'Neill   | 20.98% | 10,845   |          |          |          |          |          |          |          |          |
| | Sinn Féin                        | Linda Dillon       | 15.86% | 8,199    | 9,497    |          |          |          |          |          |          |          |
| | Sinn Féin                        | Emma Sheerin       | 15.89% | 8,215    | 8,716    |          |          |          |          |          |          |          |
| | DUP                              | Keith Buchanan     | 16.49% | 8,521    | 8,523    | 8,523    | 8,531    | 8,601    | 8,696    |          |          |          |
| | SDLP                             | Patsy McGlone      | 9.95%  | 5,144    | 5,420    | 5,888    | 5,997    | 6,183    | 6,580    | 6,640    | 6,956    | 8,811    |
| | TUV                              | Glenn Moore        | 7.39%  | 3,818    | 3,819    | 3,819    | 3,828    | 3,855    | 3,868    | 3,894    | 5,127    | 5,365    |
| | Alliance                         | Claire Hackett     | 4.14%  | 2,138    | 2,175    | 2,258    | 2,398    | 2,517    | 2,625    | 2,664    | 3,181    |          |
| | Ulster Unionist                  | Meta Graham        | 4.24%  | 2,191    | 2,192    | 2,193    | 2,204    | 2,221    | 2,225    | 2,229    |          |          |
| | Aontú                            | Alixandra Halliday | 2.52%  | 1,305    | 1,316    | 1,353    | 1,383    | 1,649    |          |          |          |          |
| | Indépendant                      | Patrick Haughey    | 1.70%  | 877      | 887      | 908      | 969      |          |          |          |          |          |
| | People Before Profit             | Sophia McFeely     | 0.35%  | 179      | 180      | 186      |          |          |          |          |          |          |
| | Green (NI)                       | Stefan Taylor      | 0.27%  | 137      | 140      | 150      |          |          |          |          |          |          |
| | Parti des travailleurs d'Irlande | Hugh Scullion      | 0.21%  | 107      | 114      | 125      |          |          |          |          |          |          |
| | Resume NI                        | Conor Rafferty     | 0.03%  | 13       | 14       | 14       |          |          |          |          |          |          |
| Électorat : 75,168 Valide : 51,689 (68.76%) Non valide : 585 Quota : 8,615 Participation : 52,274 (69.54%) |                                  |                    |        |          |          |          |          |          |          |          |          |          |

#### 2017
| Parti | Parti                            | Candidat         | %      | Comptage | Comptage | Comptage | Comptage |
| Parti | Parti                            | Candidat         | %      | 1        | 2        | 3        | 4        |
| --- | -------------------------------- | ---------------- | ------ | -------- | -------- | -------- | -------- |
| | Sinn Féin                        | Michelle O'Neill | 20.65% | 10,258   |          |          |          |
| | DUP                              | Keith Buchanan   | 19.26% | 9,568    |          |          |          |
| | Sinn Féin                        | Linda Dillon     | 15.71% | 7,806    | 9,032.64 |          |          |
| | Sinn Féin                        | Ian Milne        | 16.39% | 8,143    | 8,553.21 |          |          |
| | SDLP                             | Patsy McGlone    | 12.92% | 6,419    | 6,683.67 | 6,699.01 | 7,732.97 |
| | Ulster Unionist                  | Sandra Overend   | 9.09%  | 4,516    | 4,519.42 | 5,260.03 | 7,052.41 |
| | TUV                              | Hannah Loughrin  | 2.50%  | 1,244    | 1,245.9  | 1,692.84 |          |
| | Alliance                         | Fay Watson       | 2.05%  | 1,017    | 1,030.11 | 1,036.61 |          |
| | Indépendant                      | Hugh McCloy      | 0.50%  | 247      | 253.84   | 256.96   |          |
| | Green (NI)                       | Stefan Taylor    | 0.49%  | 243      | 246.04   | 247.73   |          |
| | Parti des travailleurs d'Irlande | Hugh Scullion    | 0.44%  | 217      | 221.37   | 222.15   |          |
| Électorat : 69,396 Valide : 49,678 (71.59%) Non valide : 550 Quota : 8,280 Participation : 50,853 (73.28%) |                                  |                  |        |          |          |          |          |

#### 2016
| Parti | Parti                            | Candidat         | %      | Comptage | Comptage | Comptage | Comptage | Comptage | Comptage | Comptage | Comptage | Comptage | Comptage |
| Parti | Parti                            | Candidat         | %      | 1        | 2        | 3        | 4        | 5        | 6        | 7        | 8        | 9        | 10       |
| --- | -------------------------------- | ---------------- | ------ | -------- | -------- | -------- | -------- | -------- | -------- | -------- | -------- | -------- | -------- |
| | Sinn Féin                        | Ian Milne        | 17.26% | 7,035    |          |          |          |          |          |          |          |          |          |
| | SDLP                             | Patsy McGlone    | 15.24% | 6,209    |          |          |          |          |          |          |          |          |          |
| | Sinn Féin                        | Michelle O'Neill | 15.09% | 6,147    |          |          |          |          |          |          |          |          |          |
| | Sinn Féin                        | Linda Dillon     | 14.31% | 5,833    |          |          |          |          |          |          |          |          |          |
| | Ulster Unionist                  | Sandra Overend   | 11.93% | 4,862    | 4,896    | 4,925.88 | 4,959.12 | 4,966.14 | 4,989.36 | 5,161.28 | 5,328.48 | 6,155.48 |          |
| | DUP                              | Keith Buchanan   | 8.90%  | 3,628    | 3,634    | 3,639.88 | 3,683.36 | 3,686.6  | 3,691.65 | 3,705.05 | 3,752.24 | 4,353.94 | 4,566.61 |
| | DUP                              | Ian McCrea       | 9.24%  | 3,765    | 3,772    | 3,778    | 3,808.12 | 3,811.9  | 3,817.17 | 3,822.95 | 3,845.4  | 4,288.69 | 4,405.99 |
| | TUV                              | Hannah Loughrin  | 4.61%  | 1,877    | 1,883    | 1,888.04 | 1,981.04 | 1,982.66 | 1,990.38 | 2,006.21 | 2,046.68 |          |          |
| | Parti des travailleurs d'Irlande | Hugh Scullion    | 0.78%  | 316      | 918      | 1,043.64 | 1,052.84 | 1,197.83 | 1,414.75 | 1,778.95 |          |          |          |
| | Alliance                         | Néidín Hendron   | 1.16%  | 471      | 718      | 861.88   | 875.96   | 959.39   | 1,162.57 |          |          |          |          |
| | Green (NI)                       | Stefan Taylor    | 0.86%  | 349      | 581      | 639.92   | 650.52   | 727.47   |          |          |          |          |          |
| | UKIP                             | Alan Day         | 0.63%  | 256      | 270      | 276.96   |          |          |          |          |          |          |          |
| Électorat : 70,430 Valide : 40,748 (57.86%) Non valide : 633 Quota : 5,822 Participation : 41,381 (58.75%) |                                  |                  |        |          |          |          |          |          |          |          |          |          |          |

#### 2011
| Parti | Parti                | Candidat          | %      | Comptage | Comptage | Comptage | Comptage | Comptage | Comptage | Comptage |
| Parti | Parti                | Candidat          | %      | 1        | 2        | 3        | 4        | 5        | 6        | 7        |
| --- | -------------------- | ----------------- | ------ | -------- | -------- | -------- | -------- | -------- | -------- | -------- |
| | Sinn Féin            | Martin McGuinness | 20.96% | 8,957    |          |          |          |          |          |          |
| | DUP                  | Ian McCrea        | 16.68% | 7,127    |          |          |          |          |          |          |
| | SDLP                 | Patsy McGlone     | 11.85% | 5,065    | 5,482.28 | 5,511.23 | 5,727.77 | 6,109.77 |          |          |
| | Ulster Unionist      | Sandra Overend    | 10.32% | 4,409    | 4,412.52 | 5,106.72 | 5,229.32 | 5,336.14 | 7,130.14 |          |
| | Sinn Féin            | Michelle O'Neill  | 12.12% | 5,178    | 5,514.96 | 5,515.41 | 5,542.05 | 5,591.36 | 5,710.25 | 5,735.25 |
| | Sinn Féin            | Francie Molloy    | 9.97%  | 4,263    | 4,812.76 | 4,813.66 | 4,842.86 | 4,928.82 | 5,179.5  | 5,190.5  |
| | Sinn Féin            | Ian Milne         | 6.17%  | 2,635    | 3,962.04 | 3,962.34 | 4,005.42 | 4,133.42 | 4,412.21 | 4,457.21 |
| | TUV                  | Walter Millar     | 4.86%  | 2,075    | 2,087.48 | 2,330.33 | 2,382.63 | 2,431.1  |          |          |
| | SDLP                 | Austin Kelly      | 2.84%  | 1,214    | 1,262    | 1,266.05 | 1,331.62 | 1,429.36 |          |          |
| | Indépendant          | Hugh McCloy       | 2.18%  | 933      | 988.68   | 1,003.23 | 1,206.83 |          |          |          |
| | Alliance             | Michael McDonald  | 0.93%  | 398      | 405.36   | 416.61   |          |          |          |          |
| | People Before Profit | Harry Hutchinson  | 0.57%  | 243      | 249.4    | 261.55   |          |          |          |          |
| | Indépendant          | Gary McCann       | 0.56%  | 241      | 252.84   | 255.39   |          |          |          |          |
| Électorat : 66,602 Valide : 42,738 (64.17%) Non valide : 784 Quota : 6,106 Participation : 43,522 (65.35%) |                      |                   |        |          |          |          |          |          |          |          |

#### 2007
| Parti | Parti                | Candidat           | %      | Comptage | Comptage | Comptage | Comptage | Comptage | Comptage | Comptage |
| Parti | Parti                | Candidat           | %      | 1        | 2        | 3        | 4        | 5        | 6        | 7        |
| --- | -------------------- | ------------------ | ------ | -------- | -------- | -------- | -------- | -------- | -------- | -------- |
| | Sinn Féin            | Martin McGuinness  | 18.21% | 8,065    |          |          |          |          |          |          |
| | DUP                  | Ian McCrea         | 17.18% | 7,608    |          |          |          |          |          |          |
| | Sinn Féin            | Francie Molloy     | 14.90% | 6,597    |          |          |          |          |          |          |
| | Sinn Féin            | Michelle O'Neill   | 14.53% | 6,432    |          |          |          |          |          |          |
| | SDLP                 | Patsy McGlone      | 11.24% | 4,976    | 6,176.04 | 6,183.08 | 6,264.48 | 6,430.48 |          |          |
| | Ulster Unionist      | Billy Armstrong    | 10.80% | 4,781    | 4,788.22 | 4,939.9  | 4,940.45 | 5,036.53 | 5,572.54 | 6,354.54 |
| | SDLP                 | Kathleen Lagan     | 6.23%  | 2,759    | 3,118.1  | 3,119.86 | 3,266.93 | 3,469.14 | 3,497    | 3,531    |
| | DUP                  | Elizabeth Forde    | 2.31%  | 1,021    | 1,022.52 | 2,026.04 | 2,026.04 | 2,068.03 | 2,625.23 |          |
| | UK Unionist Party    | Walter Millar      | 2.73%  | 1,210    | 1,215.7  | 1,256.98 | 1,257.64 | 1,299.02 |          |          |
| | Republican Sinn Féin | Brendan McLaughlin | 0.99%  | 437      | 527.06   | 527.22   | 543.61   |          |          |          |
| | Alliance             | Margaret Marshall  | 0.50%  | 221      | 228.98   | 230.26   | 233.12   |          |          |          |
| | Indépendant          | Harry Hutchinson   | 0.38%  | 170      | 197.36   | 204.56   | 208.08   |          |          |          |
| Électorat : 61,223 Valide : 44,277 (72.32%) Non valide : 451 Quota : 6,326 Participation : 44,728 (73.06%) |                      |                    |        |          |          |          |          |          |          |          |

#### 2003
| Parti | Parti                            | Candidat          | %      | Comptage | Comptage | Comptage | Comptage | Comptage | Comptage | Comptage | Comptage |
| Parti | Parti                            | Candidat          | %      | 1        | 2        | 3        | 4        | 5        | 6        | 7        | 8        |
| --- | -------------------------------- | ----------------- | ------ | -------- | -------- | -------- | -------- | -------- | -------- | -------- | -------- |
| | DUP                              | William McCrea    | 18.51% | 8,211    |          |          |          |          |          |          |          |
| | Sinn Féin                        | Martin McGuinness | 18.32% | 8,128    |          |          |          |          |          |          |          |
| | Sinn Féin                        | Francie Molloy    | 11.85% | 5,255    | 5,255.44 | 6,377.22 |          |          |          |          |          |
| | Sinn Féin                        | Geraldine Dougan  | 13.14% | 5,827    | 5,827.22 | 5,998.38 | 6,916.38 |          |          |          |          |
| | Ulster Unionist                  | Billy Armstrong   | 9.74%  | 4,323    | 4,461.6  | 4,461.82 | 4,509.24 | 4,514.24 | 6,165.32 | 7,048.32 |          |
| | SDLP                             | Patsy McGlone     | 9.68%  | 4,295    | 4,300.06 | 4,505.32 | 4,693.64 | 4,950.64 | 4,984.84 | 5,140.22 | 5,246.22 |
| | SDLP                             | Denis Haughey     | 8.66%  | 3,843    | 3,844.32 | 3,940.46 | 4,111.34 | 4,212.34 | 4,250.44 | 4,458.68 | 4,611.68 |
| | DUP                              | Alan Millar       | 2.32%  | 1,029    | 2,565.7  | 2,571.64 | 2,580.52 | 2,581.52 | 3,035.32 |          |          |
| | Ulster Unionist                  | Trevor Wilson     | 4.67%  | 2,071    | 2,182.54 | 2,183.64 | 2,228.52 | 2,233.52 |          |          |          |
| | Sinn Féin                        | Cora Groogan      | 2.22%  | 984      | 984      | 1,144.16 |          |          |          |          |          |
| | Parti des travailleurs d'Irlande | Francis Donnelly  | 0.52%  | 230      | 230.22   | 237.48   |          |          |          |          |          |
| | Alliance                         | James Holmes      | 0.37%  | 166      | 167.1    | 168.86   |          |          |          |          |          |
| Électorat : 60,095 Valide : 44,362 (73.82%) Non valide : 661 Quota : 6,338 Participation : 45,023 (74.92%) |                                  |                   |        |          |          |          |          |          |          |          |          |

#### 1998
| Parti | Parti                            | Candidat          | %      | Comptage | Comptage | Comptage | Comptage | Comptage | Comptage |
| Parti | Parti                            | Candidat          | %      | 1        | 2        | 3        | 4        | 5        | 6        |
| --- | -------------------------------- | ----------------- | ------ | -------- | -------- | -------- | -------- | -------- | -------- |
| | DUP                              | William McCrea    | 20.76% | 10,339   |          |          |          |          |          |
| | Sinn Féin                        | Martin McGuinness | 17.48% | 8,703    |          |          |          |          |          |
| | Ulster Unionist                  | Billy Armstrong   | 9.03%  | 4,498    | 4,694.54 | 4,915.5  | 4,916.22 | 6,881.06 | 7,467.06 |
| | Sinn Féin                        | Francie Molloy    | 12.06% | 6,008    | 6,009.55 | 6,040.55 | 7,074.11 | 7,075.73 | 7,083.18 |
| | SDLP                             | Denis Haughey     | 12.87% | 6,410    | 6,413.72 | 6,652.03 | 6,736.81 | 6,768.74 | 7,050.98 |
| | Sinn Féin                        | John Kelly        | 11.23% | 5,594    | 5,595.86 | 5,657.86 | 5,899.42 | 5,901.42 | 5,913.63 |
| | SDLP                             | Patsy McGlone     | 9.37%  | 4,666    | 4,676.85 | 4,781.85 | 4,956.63 | 4,969.63 | 5,075.79 |
| | DUP                              | Paul McLean       | 0.62%  | 307      | 3,008.34 | 3,034.54 | 3,041.56 | 3,727.84 |          |
| | Ulster Unionist                  | John Junkin       | 4.90%  | 2,440    | 2,680.87 | 2,758.66 | 2,758.84 |          |          |
| | Alliance                         | Yvonne Boyle      | 1.00%  | 497      | 499.48   |          |          |          |          |
| | Parti des travailleurs d'Irlande | Francis Donnelly  | 0.42%  | 207      | 207.62   |          |          |          |          |
| | Socialist Party                  | Harry Hutchinson  | 0.18%  | 91       | 105.57   |          |          |          |          |
| | Natural Law                      | Mary Daly         | 0.08%  | 38       | 38       |          |          |          |          |
| Électorat : 59,991 Valide : 49,798 (83.01%) Non valide : 824 Quota : 7,115 Participation : 50,622 (84.38%) |                                  |                   |        |          |          |          |          |          |          |

### 1996 forum
Les candidats retenus sont indiqués en gras.
| Parti | Parti                  | Candidat(s)                                                             | Votes  | Pourcentage |
| ----- | ---------------------- | ----------------------------------------------------------------------- | ------ | ----------- |
|       | Sinn Féin              | Francie Molloy Patsy Groogan Sean Begley Margaret McKenna Owen Carron   | 13,001 | 29.6        |
|       | SDLP                   | Patsy McGlone Denis Haughey Kathleen Lagan Pat McErlean Joe McBride     | 12,492 | 28.5        |
|       | Ulster Unionist        | John Junkin Norman Badger Trevor Wilson                                 | 7,935  | 18.1        |
|       | DUP                    | William McCrea William Larmour Paul McLean                              | 7,243  | 16.5        |
|       | Alliance               | Aidan Lagan Keith Jacques                                               | 549    | 1.2         |
|       | UK Unionist            | Daniel Huston Hugh Moore                                                | 435    | 1.0         |
|       | PUP                    | John Coyle Kenneth Rutherford                                           | 380    | 0.9         |
|       | Ulster Democratic      | John Haveron James English                                              | 375    | 0.9         |
|       | Labour coalition       | Harry Hutchinson Anne Gribbon John McLaughlin Paddy McGrath Joanne Kane | 271    | 0.6         |
|       | Ulster Independence    | Walter Millar Dierdre Speer-White                                       | 263    | 0.6         |
|       | NI Women's Coalition   | Cherry Dickson Ann McCrystal Sheila Murphy Mary Hogg Mary Doyle         | 259    | 0.6         |
|       | Workers' Party         | Francie Donnelly Gerard Brennan                                         | 210    | 0.5         |
|       | Green (NI)             | David Lyttle Lucille O'Shea                                             | 132    | 0.3         |
|       | NI Conservatives       | Elspeth Irvine Eileen Elizabeth McKee                                   | 119    | 0.3         |
|       | Democratic Partnership | Charles McKee Patrick Pearse Kelly                                      | 93     | 0.2         |
|       | Democratic Left        | Patricia Cullen Frank McElroy                                           | 41     | 0.1         |
|       | Natural Law            | Stewart Luck Richard Mulholland                                         | 24     | 0.1         |
|       | Independent Chambers   | Angela Moore Linda Chambers                                             | 20     | 0.1         |

### Élection à l'Assemblée de 1982
| Parti | Parti                            | Candidat         | %      | Comptage | Comptage | Comptage | Comptage | Comptage | Comptage | Comptage | Comptage | Comptage | Comptage | Comptage  | Comptage |
| Parti | Parti                            | Candidat         | %      | 1        | 2        | 3        | 4        | 5        | 6        | 7        | 8        | 9        | 10       | 11        | 12       |
| --- | -------------------------------- | ---------------- | ------ | -------- | -------- | -------- | -------- | -------- | -------- | -------- | -------- | -------- | -------- | --------- | -------- |
| | DUP                              | William McCrea   | 16.86% | 10,445   |          |          |          |          |          |          |          |          |          |           |          |
| | SDLP                             | Denis Haughey    | 13.58% | 8,413    | 8,413.6  | 8,474.6  | 8,805.6  | 8,827.6  | 10,236.6 |          |          |          |          |           |          |
| | Ulster Unionist                  | William Thompson | 8.95%  | 5,546    | 5,594    | 5,594.45 | 5,597.45 | 5,772.3  | 5,773.3  | 5,773.3  | 6,108.75 | 7,343.4  | 11,830.4 |           |          |
| | DUP                              | Alan Kane        | 6.42%  | 3,981    | 5,300.7  | 5,306.7  | 5,321    | 5,566.75 | 5,572.9  | 5,572.9  | 5,628.8  | 7,075.1  | 8,238.35 | 11,167.63 |          |
| | SDLP                             | Mary McSorley    | 6.73%  | 4,169    | 4,169.6  | 4,196.6  | 4,366.75 | 4,371.9  | 5,535.35 | 6,787.79 | 7,979.33 | 7,982.48 | 8,018.63 | 8,034.27  | 8,184.23 |
| | Sinn Féin                        | Danny Morrison   | 11.18% | 6,927    | 6,927.75 | 7,022.75 | 7,117.75 | 7,120.75 | 7,211.75 | 7,222.53 | 7,379.35 | 7,387.65 | 7,400.8  | 7,402.64  | 7,414.6  |
| | Sinn Féin                        | Francis McElwee  | 9.30%  | 5,763    | 5,764.05 | 5,867.65 | 6,075.65 | 6,083.65 | 6,150.95 | 6,161.73 | 6,333.65 | 6,334.8  | 6,334.8  | 6,335.72  | 6,343.08 |
| | Ulster Unionist                  | Samuel Glasgow   | 6.69%  | 4,143    | 4,157.85 | 4,157.85 | 4,174.85 | 4,715.05 | 4,717.05 | 4,717.05 | 4,954.2  | 6,002.3  |          |           |          |
| | UUUP                             | Robert Overend   | 4.93%  | 3,056    | 3,188.45 | 3,188.45 | 3,191.75 | 3,792.9  | 3,794.9  | 3,794.9  | 3,923.95 |          |          |           |          |
| | Alliance                         | Aidan Lagan      | 4.63%  | 2,872    | 2,874.7  | 2,919.7  | 3,184.7  | 3,236.7  | 3,415.7  | 3,478.42 |          |          |          |           |          |
| | SDLP                             | Liam McQuaid     | 4.62%  | 2,862    | 2,863.2  | 2,911.35 | 3,006.35 | 3,015.35 |          |          |          |          |          |           |          |
| | UUUP                             | John Dunlop      | 2.80%  | 1,732    | 1,768.75 | 1,770.75 | 1,816.75 |          |          |          |          |          |          |           |          |
| | Parti des travailleurs d'Irlande | Francie Donnelly | 2.12%  | 1,311    | 1,311.9  | 1,622.9  |          |          |          |          |          |          |          |           |          |
| | Parti des travailleurs d'Irlande | Francie McElroy  | 1.20%  | 746      | 747.8    |          |          |          |          |          |          |          |          |           |          |
| Électorat : 84,699 Valide : 61,966 (73.16%) Non valide : 1,977 Quota : 8,853 Participation : 63,943 (75.49%) |                                  |                  |        |          |          |          |          |          |          |          |          |          |          |           |          |

### 1975 Convention constitutionnelle
| Parti | Parti             | Candidat         | %      | Comptage | Comptage | Comptage | Comptage | Comptage | Comptage | Comptage | Comptage | Comptage | Comptage | Comptage |
| Parti | Parti             | Candidat         | %      | 1        | 2        | 3        | 4        | 5        | 6        | 7        | 8        | 9        | 10       | 11       |
| --- | ----------------- | ---------------- | ------ | -------- | -------- | -------- | -------- | -------- | -------- | -------- | -------- | -------- | -------- | -------- |
| | Ulster Unionist   | William Thompson | 16.54% | 9,342    |          |          |          |          |          |          |          |          |          |          |
| | SDLP              | Ivan Cooper      | 16.07% | 9,073    |          |          |          |          |          |          |          |          |          |          |
| | DUP               | Richard Reid     | 14.61% | 8,250    |          |          |          |          |          |          |          |          |          |          |
| | SDLP              | Paddy Duffy      | 7.31%  | 4,130    | 4,130    | 4,809.14 | 4,848.31 | 4,934.07 | 5,129.95 | 5,141.39 | 6,418.6  | 7,003.32 | 8,119.32 |          |
| | Ulster Unionist   | Francis Thompson | 7.60%  | 4,292    | 5,426.9  | 5,427.34 | 5,430.34 | 5,430.34 | 5,456.99 | 6,655.14 | 6,658.27 | 6,667.38 | 7,221.77 | 7,275.79 |
| | Vanguard          | Robert Overend   | 9.87%  | 5,573    | 5,624.74 | 5,624.85 | 5,626.85 | 5,626.85 | 5,645.09 | 5,968.25 | 5,980.36 | 6,003.36 | 6,206.41 | 6,315.65 |
| | SDLP              | Aidan Larkin     | 6.85%  | 3,868    | 3,868    | 3,959.63 | 3,967.51 | 3,987.75 | 4,031.28 | 4,054.28 | 4,994    | 5,304.58 | 6,190.51 | 6,190.53 |
| | Alliance          | Aidan Lagan      | 3.26%  | 1,842    | 1,844.47 | 1,865.7  | 1,870.25 | 1,910.24 | 3,018.53 | 3,624.31 | 4,105.7  | 4,425.43 |          |          |
| | Republican Clubs  | Francie Donnelly | 2.46%  | 1,387    | 1,387    | 1,415.05 | 2,152.55 | 3,193.88 | 3,276.16 | 3,278.27 | 3,357.92 |          |          |          |
| | SDLP              | Stephen McKenna  | 4.79%  | 2,705    | 2,705.13 | 2,787.3  | 2,797.4  | 2,862.61 | 2,888.15 | 2,892.37 |          |          |          |          |
| | Unionist Party NI | Duncan Pollock   | 4.01%  | 2,264    | 2,284.04 | 2,285.12 | 2,286.12 | 2,288.12 | 2,355.97 |          |          |          |          |          |
| | Alliance          | Douglas Cooper   | 2.70%  | 1,526    | 1,528.34 | 1,568.6  | 1,628.91 | 1,641.02 |          |          |          |          |          |          |
| | Republican Clubs  | Francie McElroy  | 2.25%  | 1,270    | 1,270    | 1,275.17 | 1,338.5  |          |          |          |          |          |          |          |
| | Republican Clubs  | Ivan Barr        | 1.68%  | 947      | 947      | 963.39   |          |          |          |          |          |          |          |          |
| Électorat : 80,806 Valide : 56,469 (69.88%) Non valide : 2,080 Quota : 8,068 Participation : 58,549 (72.46%) |                   |                  |        |          |          |          |          |          |          |          |          |          |          |          |

### Élection à l'Assemblée de 1973
| Parti | Parti            | Candidat               | %      | Comptage | Comptage | Comptage | Comptage | Comptage | Comptage | Comptage | Comptage | Comptage | Comptage | Comptage  | Comptage | Comptage |
| Parti | Parti            | Candidat               | %      | 1        | 2        | 3        | 4        | 5        | 6        | 7        | 8        | 9        | 10       | 11        | 12       | 13       |
| --- | ---------------- | ---------------------- | ------ | -------- | -------- | -------- | -------- | -------- | -------- | -------- | -------- | -------- | -------- | --------- | -------- | -------- |
| | SDLP             | Ivan Cooper            | 19.71% | 12,614   |          |          |          |          |          |          |          |          |          |           |          |          |
| | Ulster Unionist  | Duncan Pollock         | 14.93% | 9,557    |          |          |          |          |          |          |          |          |          |           |          |          |
| | SDLP             | Paddy Duffy            | 6.93%  | 4,437    | 6,594.03 | 6,600.84 | 6,600.96 | 6,610.97 | 6,936.21 | 7,446.02 | 7,450.1  | 8,014    | 9,491    |           |          |          |
| | Vanguard         | John Dunlop            | 11.06% | 7,082    | 7,089.83 | 7,096.1  | 7,103.46 | 7,117.58 | 7,125.66 | 7,132.2  | 7,538.04 | 7,596.71 | 7,622.06 | 11,276.06 |          |          |
| | Ulster Unionist  | William Thompson       | 8.36%  | 5,352    | 5,353.08 | 5,358.08 | 5,490.28 | 5,517.72 | 5,520.72 | 5,521.99 | 8,048.66 | 8,604.58 | 8,613.7  | 9,550.7   |          |          |
| | SDLP             | Aidan Larkin           | 6.32%  | 4,045    | 4,606.06 | 4,629.22 | 4,629.22 | 4,636.19 | 4,693.88 | 4,918.18 | 4,920.22 | 5,306.51 | 5,986.56 | 5,991.87  | 6,006.87 | 6,017.87 |
| | SDLP             | Stephen McKenna        | 3.82%  | 2,444    | 2,719.67 | 2,726.29 | 2,726.37 | 2,763.8  | 2,794.55 | 4,127.67 | 4,127.94 | 4,753.7  | 5,360.13 | 5,376.91  | 5,392.91 | 5,401.91 |
| | DUP              | Eddie Sayers           | 6.96%  | 4,454    | 4,455.89 | 4,459.16 | 4,459.16 | 4,485.32 | 4,503.02 | 4,507.29 | 4,671    | 4,755.4  | 4,782.67 |           |          |          |
| | Republican Clubs | Desmond Gourley        | 4.53%  | 2,899    | 2,929.24 | 2,935.24 | 2,935.48 | 2,952.29 | 4,148.76 | 4,460.63 | 4,463.71 | 4,663.16 |          |           |          |          |
| | Alliance         | Tom Gormley            | 3.21%  | 2,055    | 2,147.88 | 2,289.15 | 2,290.75 | 3,580.92 | 3,665.86 | 3,914.77 | 4,029    |          |          |           |          |          |
| | Ulster Unionist  | Verdun Wright          | 4.74%  | 3,034    | 3,035.35 | 3,043.35 | 3,254.35 | 3,332.91 | 3,334.91 | 3,340.18 |          |          |          |           |          |          |
| | Nationalist      | Patrick Francis McGill | 4.00%  | 2,558    | 2,692.19 | 2,696.27 | 2,696.31 | 2,706.47 | 2,794.24 |          |          |          |          |           |          |          |
| | Republican Clubs | Ivan Barr              | 2.74%  | 1,755    | 1,857.06 | 1,859.33 | 1,859.45 | 1,866.72 |          |          |          |          |          |           |          |          |
| | Alliance         | Robin Glendinning      | 2.17%  | 1,389    | 1,410.6  | 1,541.87 | 1,543.99 |          |          |          |          |          |          |           |          |          |
| | Alliance         | George Logue           | 0.53%  | 339      | 347.1    |          |          |          |          |          |          |          |          |           |          |          |
| Électorat : 79,331 Valide : 64,014 (80.69%) Non valide : 1,372 Quota : 9,145 Participation : 65,386 (82.42%) |                  |                        |        |          |          |          |          |          |          |          |          |          |          |           |          |          |